# Eyserberg
De Eyserberg is een heuvel in Nederlands Zuid-Limburg in de gemeente Gulpen-Wittem. De heuvel ligt ten noordwesten van Eys, ten noorden van De Piepert, ten oosten van Wijlre, ten zuidoosten van Elkenrade en ten zuidwesten van Eyserheide.
De heuvel vormt de noordoostelijke dalwand van de Geul en het Geuldal en de noordelijke dalwand van de Eyserbeek en de Eyserbeekdal, op de zuidwestrand van het Plateau van Ubachsberg. De Eyserberg heeft een hoogte van ongeveer 200 meter boven NAP en heeft een hoogteverschil van ongeveer 100 meter ten opzichte van de Eyserbeek aan de voet van de heuvel. Aan de noordwestzijde van de heuvel bevindt zich de Elkenradergrub en aan de oostzijde bevindt zich de Grachterdalgrub, beide droogdalen die in het plateau insnijden.
Op de heuvel ligt het hellingbos Eyserbos en aan de voet van de heuvel ligt het waterwingebied Roodborn.
Op de Eyserberg staat een televisietoren (radio- en televisiemast), de Zendmast Eys.

## Wielrennen
De steile heuvel wordt in de wielersport vanuit Eys beklommen over de Eyserbosweg.

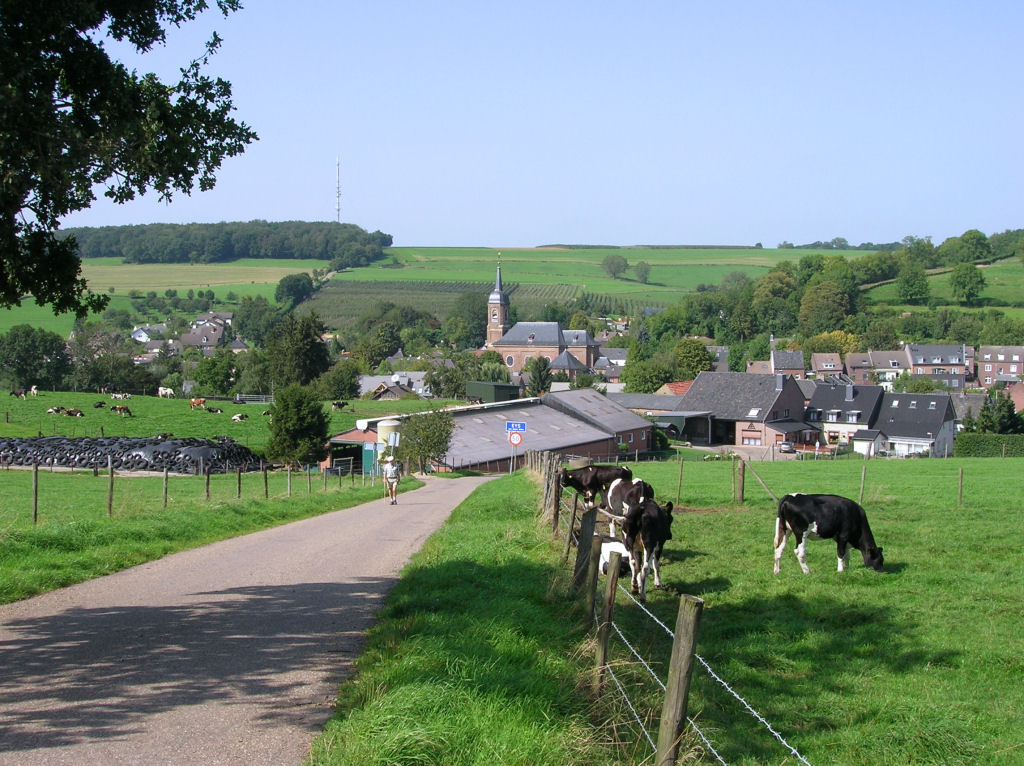
zicht op het dorp Eys met erachter de Eyserberg
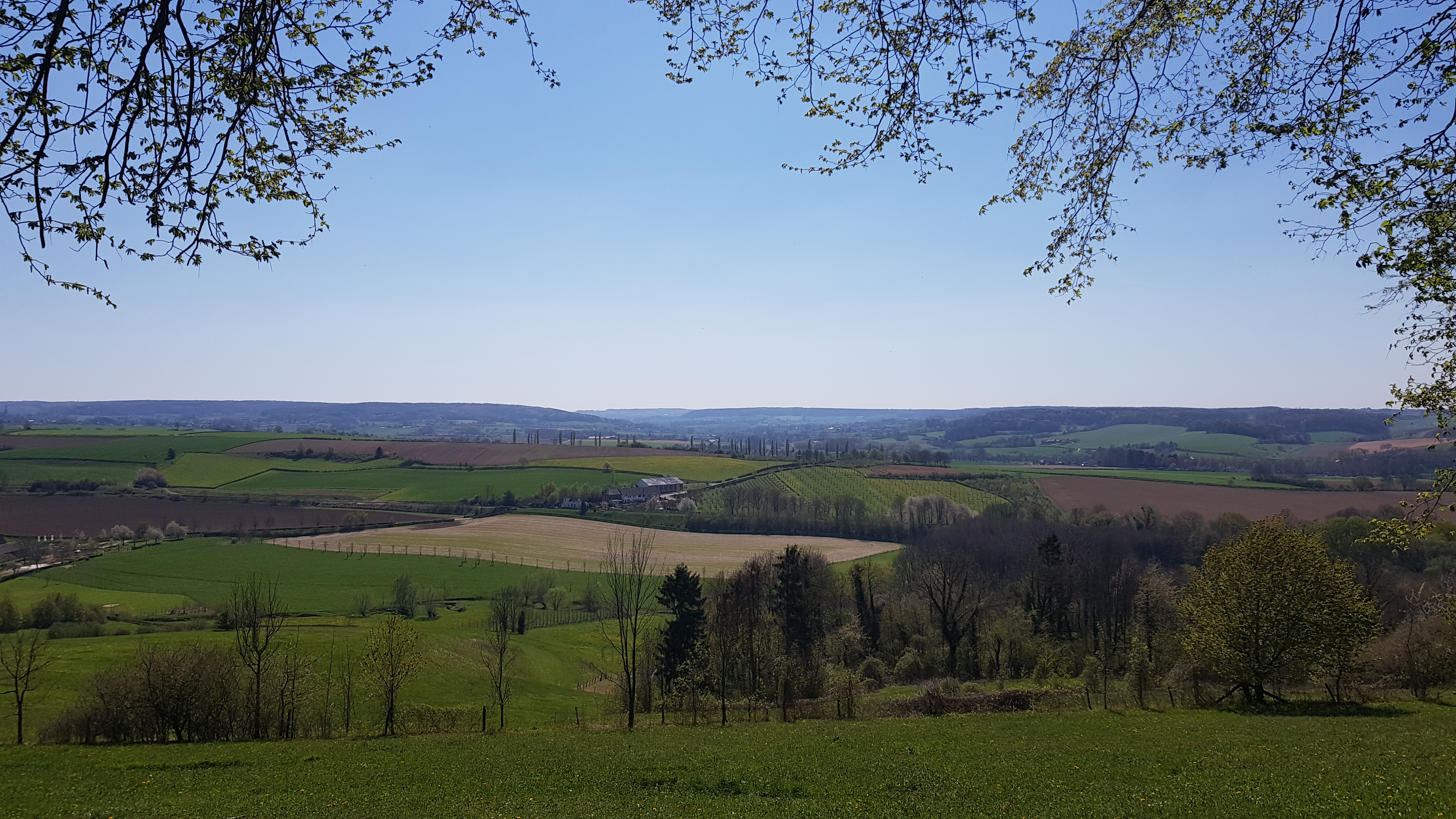
uitzicht vanaf de Eyserberg
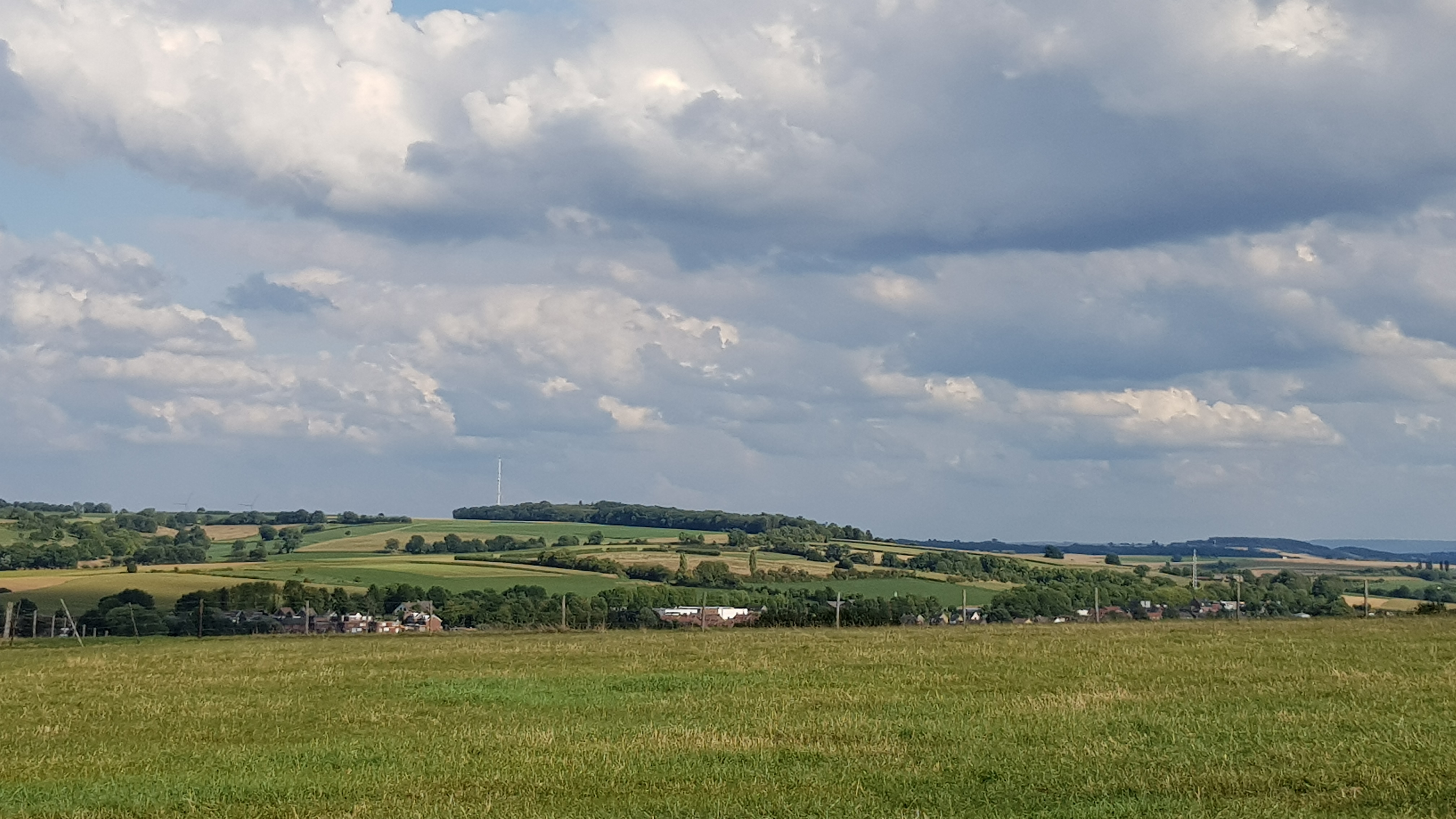
Eyserberg gezien vanaf de Keutenberg